# 打字比赛

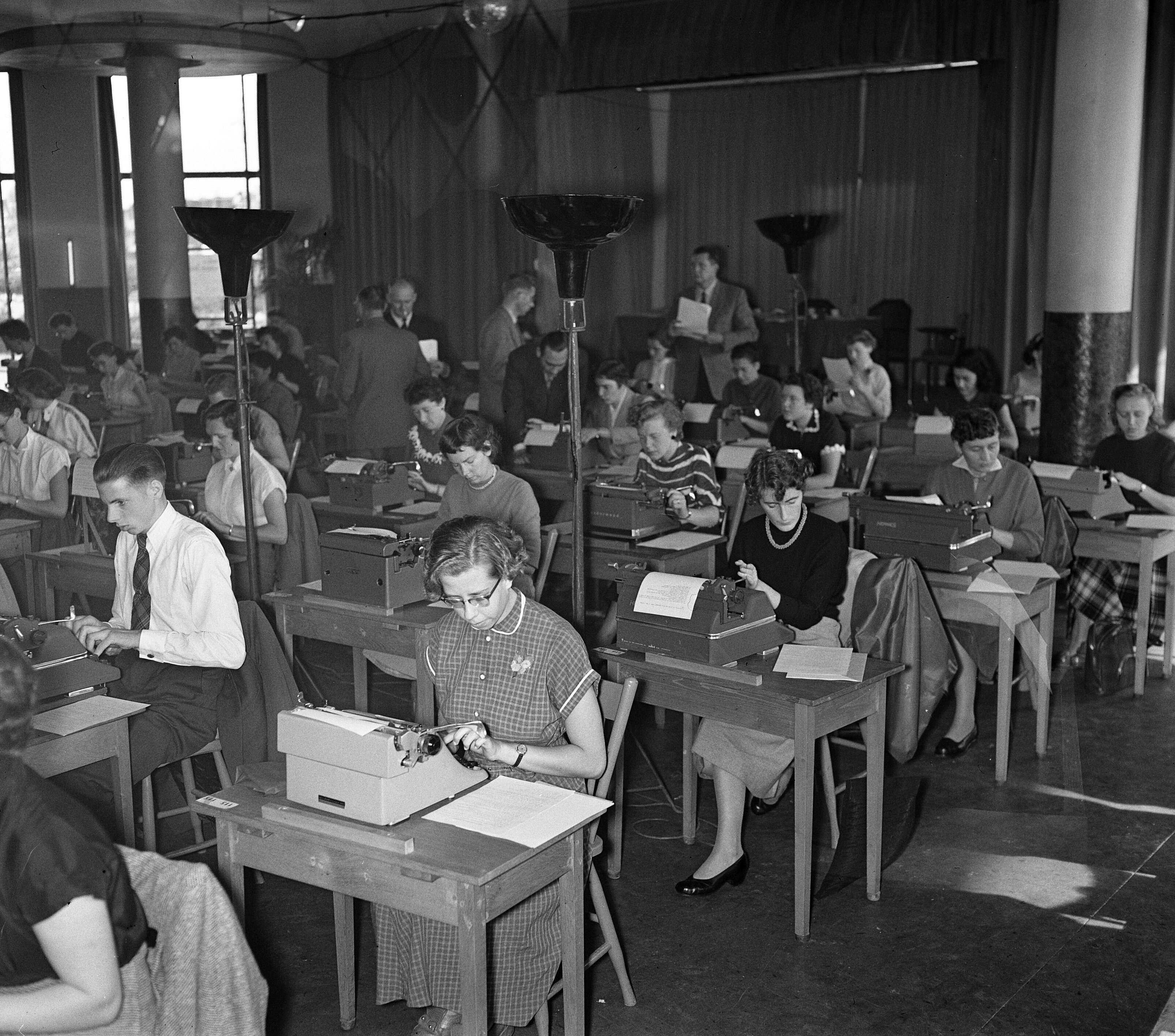
打字比赛

打字比赛是一種比誰打字速度更快的比賽。 20世纪30年代以来，北美一直就有這種比賽，參賽者通過德沃夏克鍵盤和QWERTY鍵盤來比拼各自的打字速度。 